# Idiocera ornatula
Idiocera ornatula är en tvåvingeart som först beskrevs av Paul Lackschewitz 1964.  Idiocera ornatula ingår i släktet Idiocera och familjen småharkrankar.
Artens utbredningsområde är Azerbajdzjan. Inga underarter finns listade i Catalogue of Life.